# Orimba tapaja
Orimba tapaja is een vlinder uit de familie van de prachtvlinders (Riodinidae). De wetenschappelijke naam van de soort is voor het eerst geldig gepubliceerd in 1858 door Saunders.